# アベンジャーズ:ユナイテッド・ゼイ・スタンド
アベンジャーズ:ユナイテッド・ゼイ・スタンド（The Avengers United They Stand）は、マーベル・コミックのスーパーヒーローチームであるアベンジャーズを題材としたアメリカ合衆国のテレビアニメである。1999年10月30日から2000年2月26日までFOXキッズで放送された。2010年には続編作品「アベンジャーズ 地球最強のヒーロー」が放送された。

## キャラクター
ドクター・ハンク・ピム/アントマン＝ジャイアントマン
声 - ロッド・ウィルソン
アベンジャーズのリーダー
ワスプ
声 - リンダ・バランタイン
ホークアイ
声 - トニー・ダニエルズ
スカーレット・ウィッチ
声 - ワンダ・マキシモフ
ティグラ
声 - レノア・ザン
ワンダーマン
声 - ハッシュ・マキューアン
ファルコン
声 - マーティン・ローチ
ヴィジョン
声 - ロン・ルーベン

### ヴィラン
ウルトロン
声 - ジョン・ストッカー
ヴィジョンを作った生みの親。アントマンを憎み、ヴィジョンを使ってセントラルパークを妨害する手伝いをしたことがある。
エッグヘッド
声 - ?
アントマンのライバル。
アットゥーマ
声 - フィリップ・エイキン
グリムリーパー
声 - ?
第11話に登場。

### ゲストキャラクター
※マイティ・ソーはオープニングのみ登場しているが、本編には登場しない。
キャプテン・アメリカ
声 - ダン・チャメロイ
アイアンマン
声 - フランシス・ディアコウスキー
クリス・ジョンソン
声 - デニス・アキヤマ
シコルスキー
声 - ?
アメリカ合衆国の大統領。
アガサ
声 - ?
スカーレット・ウィッチの知り合いの魔女。

## 各話リスト
| 話数 | サブタイトル | 原題                       | 米国放送日     |
| --- | ------------ | -------------------------- | -------------- |
| 1 |              | Avengers Assemble: Part 1  | 1999年10月30日 |
| ヴィジョンというアンドロイドを発明したウルトロンは、アベンジャーズのリーダー アントマンをやっつけるためにニューヨーク州のセントラルパークを送り込んでセントラルパークを襲撃させる作戦に出る。 注:本部の会議室でキャプテン・アメリカ、マイティ・ソー、アイアンマン、ビースト、ブラックパンサー、ハルク、ネイモア、クイックシルバーと他2人のヒーローの絵が飾られているシーンを見ることができる。 |              |                            |                |
| 2 |              | Avengers Assemble: Part 2  | 1999年11月6日  |
| アベンジャーズは、ウルトロンに生命維持装置を付けられたワンダーマンを引き継ぎ、アベンジャーズ本部に保管することになった。ファルコンがアベンジャーズのチームになるが、ビジョンはワンダーマンの心を複製した形で残すことになる。 |              |                            |                |
| 3 |              | Kang                       | 1999年11月13日 |
| エジプト・ツアーに来ていたクリス・ジョンソン博士とサムと従弟のアンドリュー。ツタンカーメン王の像を呼び起こすと突然揺れ出し、ツタンカーメンが倒れる。投獄されるのを嫌うカーンは、オベリスクの力を使ってツアーに来ている観客を石にしてしまう。 |              |                            |                |
| 4 |              | Comes a Swordsman          | 1999年11月27日 |
| ホークアイにはソードマンという恩師がいた。ホークアイにはつらい過去があり、ソードマンと戦わなければならない。アベンジャーズは、生物兵器の研究所を襲撃したリングマスターとその仲間たちとバトルする。 注:ホークアイが見ていた新聞は、スパイダーマンに登場する新聞社 デイリー・ビューグルだった。                                                                                                  |              |                            |                |
| 5 |              | Remnants                   | 1999年12月4日  |
| ウルトロンは前に、南太平洋のレンドバ島にあるフランスの核実験施設で行ったミサイルの実験に奇妙な残骸が残っていた。ウルトロンは街に核戦争を始めるとアベンジャーズに宣言し、アベンジャーズはウルトロンが作った複数のマシンを破壊して戦う。 アベンジャーズが会議しているシーンで、X-MENに登場するビーストの写真が映し出されている。                                                                 |              |                            |                |
| 6 |              | Command Decision           | 1999年12月11日 |
| マスターズ・オブ・イービル（ヘルムート・ジーモ、タイガー・シャーク、アブソービング・マン、ムーンストーン、ワールウィンド、ブーメラン、カーディナル、ドラゴンフライの8人チームで結成されている）は、輸送列車から陸軍が使用する武器を盗もうとしている。アベンジャーズはそれを阻止するため、キャプテン・アメリカとリーダーシップの問題を解決していく。                                            |              |                            |                |
| 7 |              | To Rule Atlantis           | 1999年12月18日 |
| ニューヨークで謎の人工地震が発生し、観光客もいなくなった。アベンジャーズはアトランティスに住むネイモア王子に疑いを掛け、海底の調査に出る。しかし、ネイモアは人工地震の件に関与しておらず、アットゥマーがアトランティス征服計画のためにダイナモマシンで大地震を起こしていたことが判明する。ネイモアがスカーレット・ウィッチに対して優しい言葉を掛けると、ヴィジョンは嫉妬した。                 |              |                            |                |
| 8 |              | Shooting Stars             | 2000年1月22日  |
| 人工衛星が爆破されて軌道から離れていき、全世界が脅威にさらされて市民たちは大混乱。その混乱を招いたのがゾディアックだと知ったアベンジャーズは、アイアンマンの助言を借りてロケットで宇宙に行って恐喝の闇から地球を守る。 |              |                            |                |
| 9 |              | What a Vision Has to Do    | 2000年1月29日  |
| ヴィジョンは、アベンジャーズがウルトロンのアジトまで行って助けてもらうために、自らエサになってウルトロンの捕われ者になろうとする。 注:この回をもってウルトロンは登場しなくなる。 |              |                            |                |
| 10 |              | Egg-Streme Vengeance       | 2000年2月5日   |
| エッグヘッドは、自身のライバルであるアントマンを抹殺しようと企む。アベンジャーズは、アントマンの身を守るためにエッグヘッドを倒す。 |              |                            |                |
| 11 |              | The Sorceress's Apprentice | 2000年2月12日  |
| ワンダーマンを蘇らせるためには、アガサ・ハーグネスという魔女に助けてもらうしかない。スカーレット・ウィッチとヴィジョンは、アベンジャーズと一緒に会いに行く予定だったが、世界最強チーム・アベンジャーズはワンダーマンに報復するために襲撃してきたグリム・リーパーとの戦いで手が離せないため、スカーレット・ウィッチとヴィジョンの2人だけでアガサを救うことに。                                  |              |                            |                |
| 12 |              | Earth and Fire: Part 1     | 2000年2月19日  |
| スカーレット・ウィッチの回復魔法によって健康を取り戻したワンダーマン。しかし、何かが地球にある磁場に脅威的な乱れが生じてしまう。ワスプの父が働く会社の知り合いであるコーネリアス・ヴァン・ルントーがこの件の黒幕だと気づいた彼女は、地球を救うために自分自身の過去と向き合う。 |              |                            |                |
| 13 |              | Earth and Fire: Part 2     | 2000年2月26日  |
| クリル列島の地下に埋められた古代隕石が地球の磁場の乱れの原因だったことが判明し、アベンジャーズはその隕石を回収してゾディアックと最終決戦をする。 |              |                            |                |

### 予定されていたシーズン2
この番組では、ホークアイが自分の故郷であるカーニバルに帰還するエピソードと、スカーレットウィッチの誕生秘話のエピソードを製作する計画が予定されていた。その予定されていた計画にはX-MENが登場するエピソードもあり、1992年版のキャストでお送りする予定だったという。他には、2部構成のエピソードでアントマンがヴィランのエッグヘッドとの闘いでガンマ線の爆発で倒れ、ブルース・バナーが助けに行くエピソードや、ソーと弟のロキの2部作などが予定されていた。結局のところ第13話を以て打ち切られたため、この計画は無かったことにされている。

## 配信
アメリカ合衆国ではDisney+で配信されている。日本での配信は予定されていない。

## 関連商品

### フィギュア
放送期間内にトイ・ビズから本作のフィギュアが発売。詳細にはアントマン、キャプテン・アメリカ、ファルコン、ホークアイ、カン、ティグラ、ヴィジョン、ウルトロン、ワスプ、ワンダーマンが含まれていた。エア・グライダーやスカイ・サイクルといった乗り物のおもちゃも製造された。パッケージの中にはホークアイの目にマスクが着けてあるが、表紙の写真と絵にはマスクが無い。

### コミック
アメリカ合衆国で1999年11月から2000年にかけて、『Avengers: United they stand』という題で発売。タイ・テンプルトンとデレック・オーコインが原案を担当したが、売り上げが非常に悪く、第7号を以って打ち切られた。
このコミックでは、ブラック・パンサーが第1話・第6話・第7話に登場している。